# Opuntia bisetosa
Opuntia bisetosa là một loài thực vật có hoa trong họ Cactaceae. Loài này được Pittier mô tả khoa học đầu tiên năm 1936.

## Hình ảnh

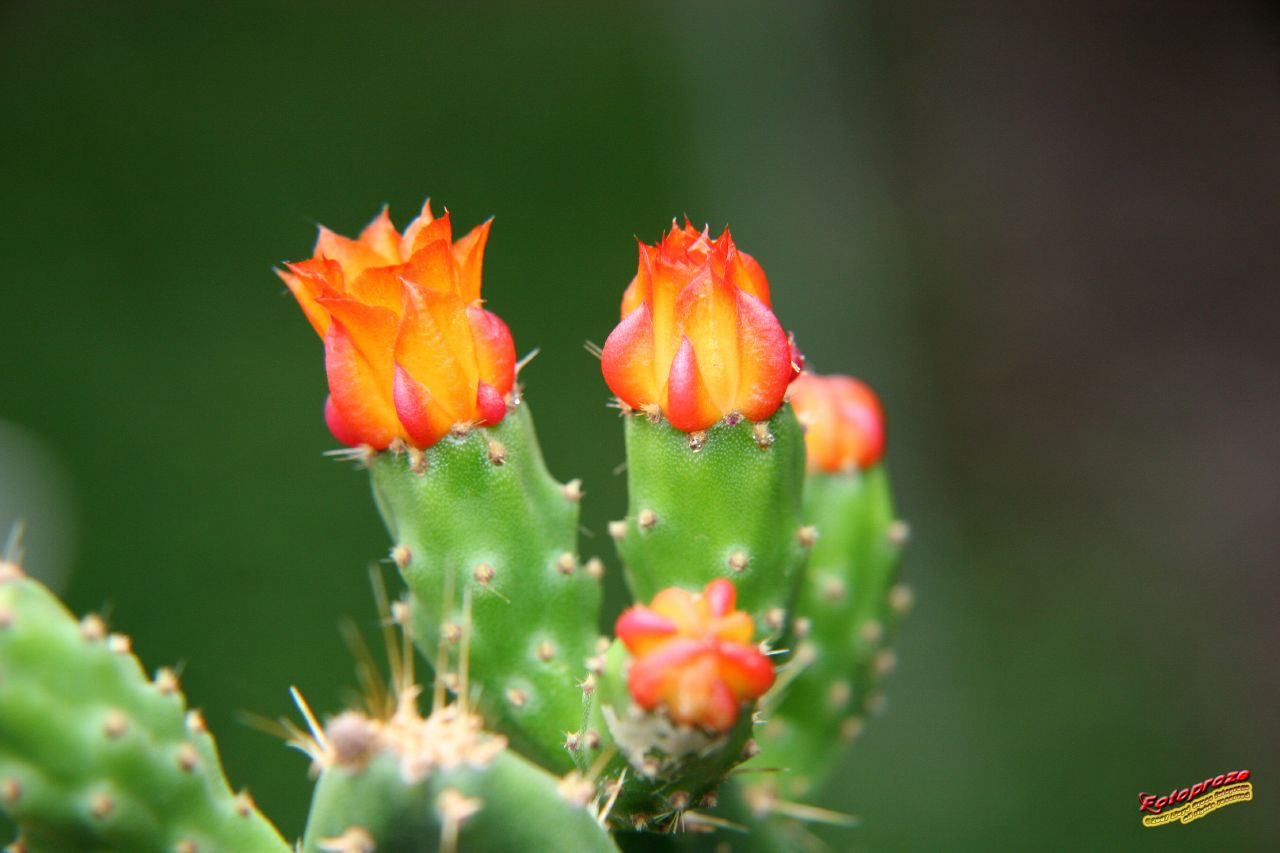